# Isolerade folk

Världskarta med länder där det finns isolerade folk markerade.

Isolerade folk är personer eller folkgrupper som antingen självmant, eller på grund av slumpen, lever, eller har levt, utan någon nämnvärd kontakt med det som för tiden betraktas som den moderna civilisationen.

## Sydamerika

### Brasilien
Mannen i hålet, även kallad den isolerade Tanaruindianen är en ensam okontaktad indian som lever i den brasilianska delstaten Rondônia. Han är troligen den sista överlevande av en okänd indianstam. Man vet väldigt lite om honom. Han lever ensam i ett litet skogsområde i Tanaru, Rondônia. Hans stam dödades troligen av bönder, skogshuggare eller kolonister eller av sjukdomar som förts dit av dessa, någon gång de senaste 40 åren.
Indianen har kallats "Mannen i hålet", eftersom han gräver flera meter djupa hål med spikar i botten, för att fånga djur. Han har också grävt ett hål i mitten av en liten stuga, där han lägger sina få ägodelar och för att gömma sig för utforskare.
Han har undgått alla försök från myndigheter att kontakta honom. Mannen avled 2022.

## Asien

### Indien
Sentineleser är ett urfolk som bor på ön Norra Sentinel, väster om huvudön och huvudstaden Port Blair i Andamanerna som tillhör Indien.
Sentineleserna tros härstamma från de första människorna som lämnade Afrika och antas ha bott på Norra Sentinel i omkring 60 000 år.
Mycket lite är känt om sentineleserna beträffande deras kultur, sociala struktur och språk då de lever helt avskurna från omvärlden och betraktas som ett av de mest isolerade folken på jorden. Under årens lopp har alla försök att upprätta fredlig kontakt med sentineleserna misslyckats då de har varit mycket fientligt inställda mot alla utomstående besökare, som vanligen möts av pilar och stenar.
Det är okänt hur stor folkgruppen är men den uppskattas bestå av mellan 50 och 400 individer. Deras språk är helt olikt det som talas på de övriga öarna i  Andamanerna.
Sentineleserna lever som jägare-samlare och många av dem är även fiskare. Deras vapen är kastspjut och pilbåge. Av flyg- och satellitbilder som tagits av Norra Sentinel framgår det att de inte bedriver något jordbruk ens i liten skala. Det finns heller ingenting som tyder på att de har kunskapen om att kunna göra upp eld. Deras bosättningar är dolda i öns täta djungel och det är inte känt hur deras byar ser ut.
Sedan 1960-talet har de indiska myndigheterna försökt att få en fredlig kontakt med sentineleserna upprepade gånger utan framgång. Indiska regeringen lämnar dem numera för sig själva och att besöka ön är inte tillåtet.